# دير حجلة
دير حجلة موقع تاريخي يقع في محافظة أريحا بالضفة الغربية.

## التسمية
ينسب البعض هذه التسيمة إلى طير الحجل المعروف بالعامية (شنّار) لكثرة وجود هذه الطيور فيه. آخرون ينسبون دير حجلة إلى السيدة مريم العذراء التي عمدت إلى أسلوب (الحجل) في المشي في طريقها من القدس إلى مصر لتخفيف عناء السير لطول المسافة. ويسمى أيضاً دير القديس جراسموس نسبة إلى الراهب جراسموس الذي بناه.

## الموقع
يقع دير حجلة على طريق رقم 90 في العربة على الحدود الجنوبية لبنامين (يشوع 21/18) وهي نفسها الحدود الشمالية ليهوذا (يشوع 6/15)، وكان التخوم يبدأ من الطرف الشمالي للبحر الميت ويسير غرباً الي بيت حجلة ثم إلى الشمال إلى بيت عربة. والدير يقع على بعد 2 كم باتجاه الغرب من نهر الأردن وعلى مقربة من الطريق الالتفافي (رقم 90) المؤدي إلى جسر الملك عبد الله جنوب مدينة اريحا في منطقة حجرية مغطاة باتربة بيضاء ذات ملوحة مرتفعة جدا. وتبلغ المساحة الإجمالية للأراضي التي تعود ملكيتها للدير هي 1000 دونم وقد استولت السلطات الإسرائيلية على جزء من هذه الأراضي لدواعي أمنية. ويقع على مقربة دير آخر يسمى (كلمون) وهي لفظة يونانية أي قصب نسبة لوجود القصب حوله.

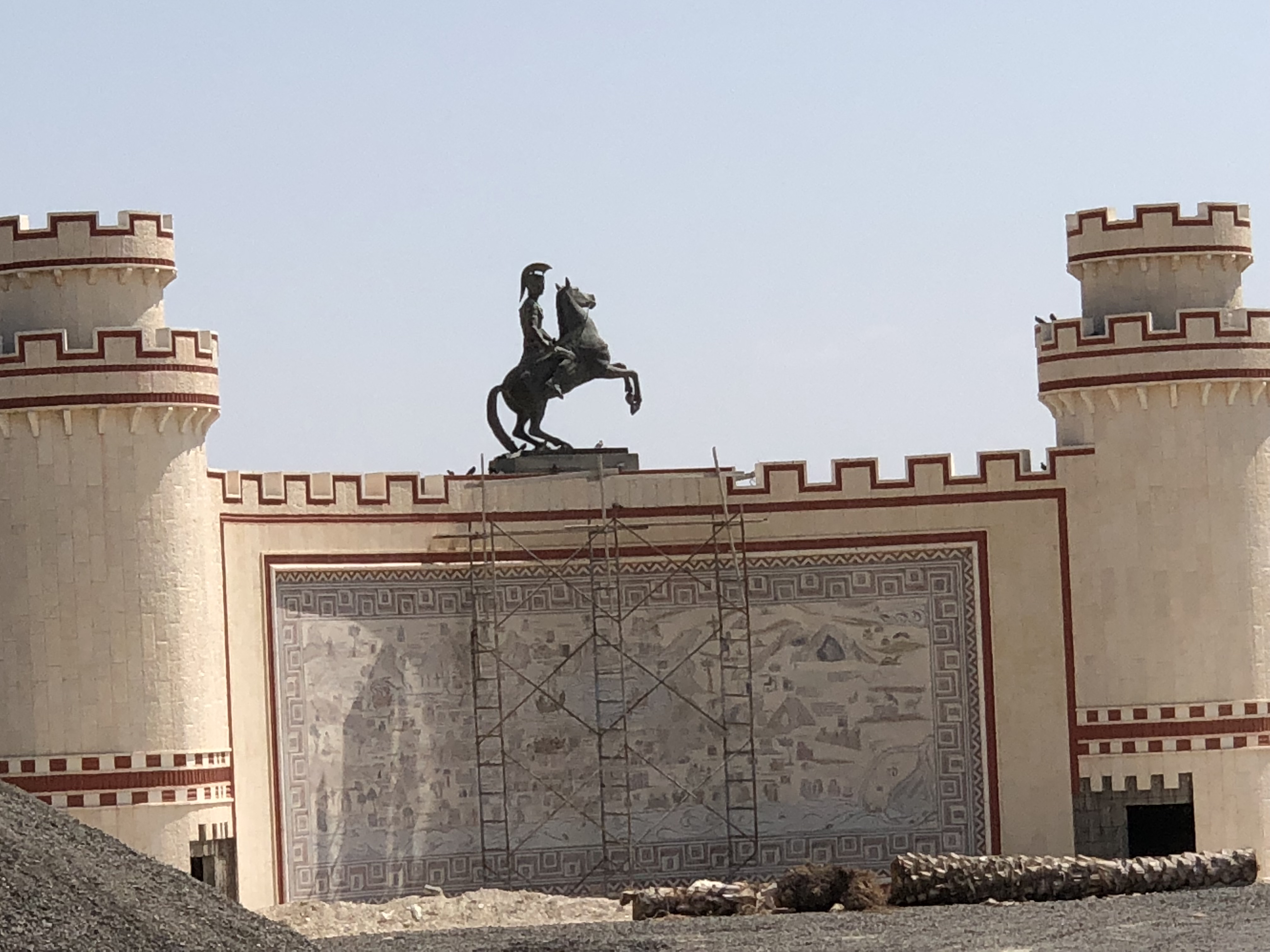
نصب الاسكندر الاكبر في دير القديس جراسموس في اريحا